# Alter Friedhof (Kornwestheim)

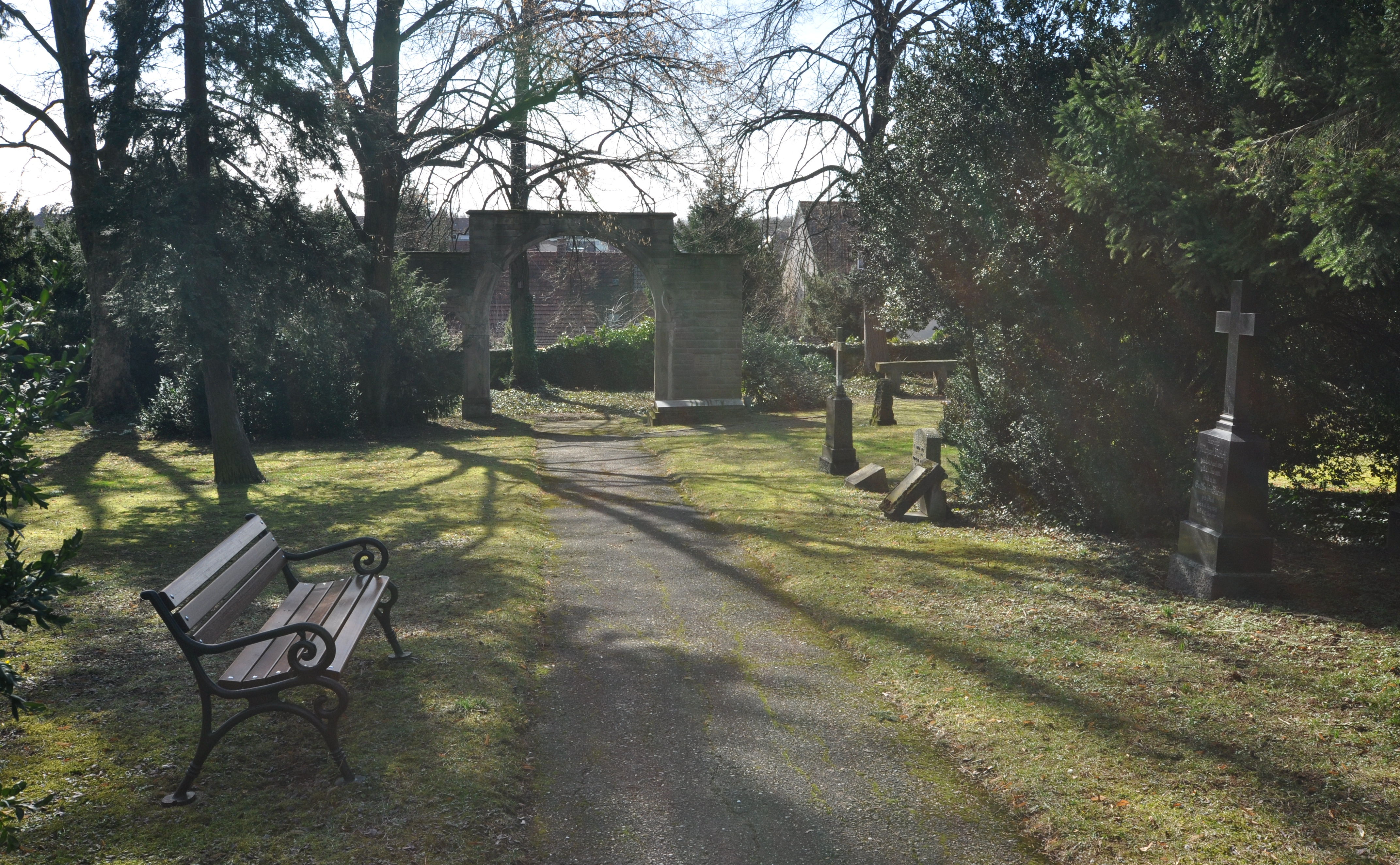
Auf dem alten Friedhof

Der Alte Friedhof in Kornwestheim (Landkreis Ludwigsburg) wurde 1628 eröffnet. Seit 1906 wird er nicht mehr für Bestattungen genutzt. Er ist nur zeitweise zugänglich.

## Geschichte
Der Alte Friedhof wurde im Jahre 1628 geöffnet, als während des Dreißigjährigen Krieges die Pesttoten nicht mehr auf dem Kirchhof der Martinskirche beerdigt werden konnten.
Der bisherige Friedhof wurde 1906 für Bestattungen geschlossen, nachdem die Stadt 100 Meter weiter östlich den Neuen Friedhof anlegte. Auf diesem liegen hauptsächlich Kriegsopfer des Ersten Weltkrieges begraben, die in Kornwestheim geboren wurden. Die Besonderheit dieses neuen Friedhofs soll sein, dass er der einzige in Deutschland sei, auf dem Menschen und (Haus-)Tiere gemeinsam – wenn auch räumlich getrennt – begraben liegen.

## Beschreibung
Der Friedhof liegt in einer Entfernung von zirka 10 km Luftlinie nördlich von Stuttgarts Mitte in Kornwestheim. Der von einer Steinmauer umgebene alte Friedhof befindet sich im Osten der Altstadt an der Aldinger Straße und ist nur an manchen Tagen, die unter anderem in der Kornwestheimer Zeitung und auf dem Rathaus veröffentlicht werden, öffentlich zugänglich. In seiner südwestlichen Ecke ist heute ein Lapidarium eingerichtet. Neben Grabsteinen sind auch Giebel, Torbögen und eine Gruhbank aufgestellt.